# 維拉略赫塔山
16°6′53″S 68°13′52″W / 16.11472°S 68.23111°W
維拉略赫塔山（Wila Lluxita），是玻利維亞的山峰，位於該國西部拉巴斯省的佩德羅多明戈穆里略省，處於漢科卡爾卡山西南面，屬於安第斯山脈中玻利維亞瑞阿爾山脈的一部分，海拔高度5,020米。